# Ummendorf (Börde)
Pour les articles homonymes, voir Ummendorf.
Ummendorf est une commune allemande de l'arrondissement de la Börde, Land de Saxe-Anhalt.

## Géographie
Ummendorf se situe au nord-ouest de la Magdeburger Börde, sur l'Aller.
La commune comprend le quartier de Neu Ummendorf.
|        | Ingersleben | Erxleben  |
|        | Ummendorf   |           |
| Völpke |             | Eilsleben |

Ummendorf se trouve sur la Bundesstraße 245a et la ligne de Brunswick à Magdebourg.

## Histoire
Ummendorf est mentionné pour la première fois en 1145. C'est alors une possession de l'abbaye de Berge confirmée par le pape Lucius II.
Ummerdorf est connu pour son grès installé par Frédéric II de Prusse dans de magnifiques bâtiments à Potsdam.

## Personnalités liées à la commune
- Irmingard, abbesse de Gernrode et Frose de 1298 à 1307.
- Andreas von Meyendorff (1522-1583), châtelain protestant
- Gerhard Struve (1835-1904), homme politique

## Source, notes et références
- (de) Cet article est partiellement ou en totalité issu de l’article de Wikipédia en allemand intitulé « Ummendorf » (voir la liste des auteurs).